# Château de Craincourt
Le château de Craincourt est un château situé dans la commune de Craincourt dans le département de la Moselle, en France.
Le château est classé monument historique.

## La seigneurie
Craincourt fut une vouerie (seigneurie) de l'abbaye de Senones cédée aux voués de Delme. Cette famille fut nommée de Craincourt dès le XIIIe siècle. La seigneurie dépendait du marquisat de Nomeny.
La seigneurie passa ensuite à différents lignages de Lorraine ducale : les Haraucourt, les Einville (seigneurs de Guélange) puis les Greische (seigneurs de Jallaucourt).

## Le château
Une maison-forte fut édifiée par la famille de Craincourt à la fin du XVe siècle. La famille de Greische fit probablement ajouter les tours carrées ainsi que le colombier à la fin du XVIe siècle, début du XVIIe siècle, lui donnant ainsi un air de château.
Au début du XVIIIe siècle sont réaménagés les intérieurs (dates sur les cheminées) et construit le nouveau portail, daté de 1728.
La maison-forte est un bâtiment rectangulaire coiffé d'un toit à deux pans et flanqué de deux tours carrées et d'une ronde, en sus, au Nord. Entre le château et le mur de clôture et son égalant portail se trouvent les dépendances et le pigeonnier.
Les extérieurs sont marqués par la Renaissance, tandis que les dépendances furent modifiées au XIXe siècle.
Le château, ainsi que ses bâtiments de dépendances et le mur de clôture avec son portail, font l’objet d’une inscription au titre des monuments historiques depuis le 24 décembre 1991.